# Cserhátsurány, Nógrád
Cserhátsurány  este un sat în districtul Balassagyarmat, județul Nógrád, Ungaria, având o populație de 877 de locuitori (2011). 

## Demografie
Componența etnică a satului Cserhátsurány
     Maghiari (92,14%)
     Romi (7,86%)
Componența confesională a satului Cserhátsurány
     Romano-catolici (60,55%)
     Luterani (1,71%)
     Necunoscută (36,15%)
     Alte religii (1,94%)
Conform recensământului din 2011, satul Cserhátsurány avea 877 de locuitori. Din punct de vedere etnic, majoritatea locuitorilor (92,14%) erau maghiari, cu o minoritate de romi (7,86%).  Din punct de vedere confesional, majoritatea locuitorilor (60,55%) erau romano-catolici, cu o minoritate de luterani (1,71%). Pentru 36,15% din locuitori nu este cunoscută apartenența confesională.